# 第四次江陳會談
第四次江陳會談，大陸作、臺灣作，是於2009年12月在台中福華大飯店舉行的兩岸協商談判。雙方由海峽交流基金會董事長江丙坤與海峽兩岸關係協會會長陳雲林率領代表團，針對海峽兩岸租稅問題、海峽兩岸標準檢驗與認證合作、海峽兩岸農產品檢疫檢驗以及海峽兩岸漁業勞務合作等問題進行協商。
台灣在野的民進黨及本土社團於陳雲林抵台前一天在台中舉辦「破黑箱、顧飯碗」大遊行，並將在陳雲林抵台時發動民眾到台中清泉崗機場「接機」抗議，12月22日將有車隊遊行台中市區表達抗議心聲，23日則預訂舉辦「國共密約回應」座談會。

## 背景
前三次江陳會已經簽訂九項協議。
- 第一次江陳會談於2008年6月在北京舉行，針對兩岸包機及大陸人民來台觀光簽訂協議。
- 第二次江陳會談於2008年11月在台北舉行，簽訂《海峽兩岸空運協議》（包機直航新航線及增加班次與航點）、《海峽兩岸海運協議》（海運直航）、《海峽兩岸郵政協議》（全面通郵）、《海峽兩岸食品安全協議》（食品安全管理機制）等四項協議。
- 第三次江陳會談於2009年4月在南京舉行，簽訂《海峽兩岸金融合作協議》、《海峽兩岸空運補充協議》（增加航線、航點，由包機轉為定期航班）、《海峽兩岸共同打擊犯罪及司法互助協議》等三項協議。

## 會談過程
12月21日，海協會長陳雲林搭乘中國國際航空專機抵達台中清泉崗機場。包括中投公司在內的17家大陸企業主管隨同來台，出席12月23日舉行的投資研討會。
同日，海基會副董事長高孔廉和海協會常務副會長鄭立中下午在台中福華飯店展開預備性磋商並獲得共識，兩會領導人次日除了將對已簽署協議的執行情況交換意見，也將對推動協商兩岸經濟合作架構協議(ECFA)初步交換意見，但不會觸及實質內容。
22日，海基會董事長江丙坤與海協會會長陳雲林下午2時30分在台中裕元花園酒店簽署《海峽兩岸標準檢測及認驗證合作協議》、《海峽兩岸漁船船員勞務合作協議》、《海峽兩岸農產品檢驗檢疫協議》等3項協議，原定的兩岸避免雙重課稅與稅務合作協議，因技術問題暫未簽定。同時雙方確定第五次江陳會談將協商簽署經濟合作架構協議(ECFA)，以及將對智慧財產權的保護納入議題，如果之後沒有再增加的話，五次江陳會談將只談這兩項議題。在對過去協議的檢討上，海基會提出空運、海運直航、陸客觀光、台灣重大經濟犯遣返以及陸資來台等問題。有關空運直航，海基會提出增加航班、以及客貨中轉，海協會回應航班增加依市場需要決定，陳雲林表達貨運的中轉可以先行解決，將會採取措施，但客運的中轉目前仍有困難。
12月22日，陸委會指出，在這次會談中，雙方能共同體認因為氣候變遷引起天然災害情形日趨嚴重，雖然兩岸在亞太經合組織架構下，已就災難預防與風險管理議題進行合作，但這次兩會能更進一步共同鼓勵兩岸民間專業機構，在有關地震、風災、水災等自然災害的監測、防災、預警等方面加強交流合作，不但有助於減少因天然災害造成兩岸人民生命財產的損失，而且也是對剛剛結束在哥本哈根舉行的「聯合國氣候變化綱要公約」會議的一種積極呼應。

## 協議內容

### 海峽兩岸農產品檢驗檢疫協議
為保障海峽兩岸農業生產安全與人民健康，促進兩岸農產品貿易發展，財團法人海峽交流基金會與海峽兩岸關係協會就兩岸農產品檢疫檢驗合作事宜，經平等協商，達成協議
全文 Archive.today的存檔，存档日期2019-01-10

## 兩岸租稅協議延遲簽署
12月21日，兩會代表及中華民國財政部長李述德宣布，《避免雙重課稅及加強稅務合作協議》（租稅協議）因「技術性問題」，暫不簽署。這是兩岸復談以來，首度預定簽署的協議無法如期簽成。參與會談的海基、海協兩會都強調這是因為「技術性問題」尚待磋商，但媒體評論實際原因是卡在主權稱謂的政治問題無法克服。

## 協議影響
12月22日，陸委會指出這次會談所簽署的三項協議，都是因應兩岸經貿關係發展及強化兩岸經貿交流秩序亟需優先處理的經濟議題。

## 台灣輿情及抗議活動

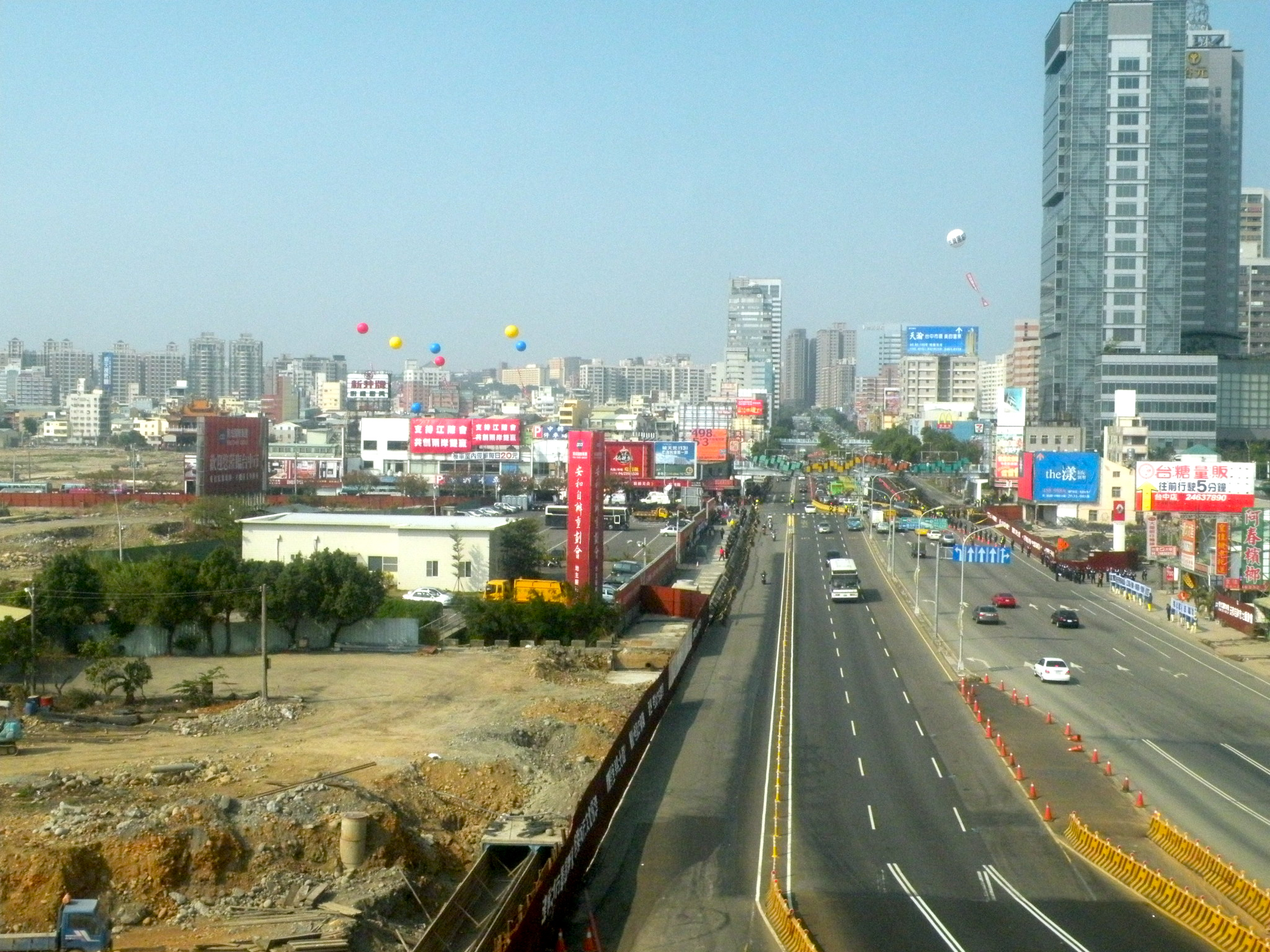
陳雲林下榻之酒店21日上午已實施管制，並有抗議民眾集結

- 12月20日，民進黨於陳雲林抵台前一天在台中舉辦「破黑箱、顧飯碗」大遊行及晚會，警方估計3萬餘人參加遊行，隊伍經過台中市區主要道路，透過標語、旗幟與口號表達反對江陳會密室協商及台灣中國一邊一國的訴求與主張[6]。

- 12月21日中午，陳雲林抵台到達清泉崗機場，發動抗議接機的民進黨台中黨部與前來歡迎接機的中華統一促進黨成員發生衝突，而作為抗議場地的統聯客運中港轉運站已於同日零點起配合停業。

- 12月22日，下午江陳會在台中裕元花園酒店正式展開，場外爆發激烈衝突。「中國統一聯盟」成員舉紅布條高喊「歡迎江陳會」，挺進抗議江陳會群眾的活動會場，雙方爆發推擠衝突，抗議江陳會群眾當場燒毀五星旗，最後警方勸離統派人士，化解衝突[7]，中港轉運站也於下午1點起部分恢復營運。

- 12月23日晚，於台中裕元花園酒店外負責維安的台中市刑事小隊長陳諸想，為制止海洋之聲的民主戰車朝陳雲林下榻的裕元酒店射沖天炮，疑遭車上臺灣國成員推下車，頭部受創出血，於加護病房觀察中[8]，台中市長胡志強數度前往探視[9]。

## 外部連結
- 財團法人海峽交流基金會 （页面存档备份，存于）
- 海峡两岸关系协会机构